# Tatjana Samolenko
Tatyana Samolenko (Cyrillisch: Татьяна Владимировна Самоленко) (Oblast Orenburg, 12 augustus 1961) is een atleet uit Oekraïne, Sovjet-Unie.
In 1987 werd ze wereldkampioen op de 1500 meter en op de 3000 meter. In 1991 wist ze haar wereldtitel te prolongeren, inmiddels onder de naam Dorovskih.
Op de Olympische Zomerspelen 1988 nam Samolenko deel aan de 1500 meter, waar ze een bronzen medaille behaalde, en aan de 3000 meter, waar ze goud pakte in een nieuw olympisch record.
Vier jaar later, op de Olympische Zomerspelen 1992 in Barcelona, liep ze beide afstanden opnieuw. Op de 3000 meter behaalde ze nog een zilveren medaille, op de 1500 meter werd ze vierde.
- World Athletics: 14348846

1984 Maricica Puică ·
1988 Tatyana Samolenko-Dorovskich ·
1992 Jelena Romanova
1983 Mary Decker ·
1987 Tatjana Samolenko ·
1991 Hassiba  Boulmerka ·
1993 Liu Dong ·
1995 Hassiba  Boulmerka ·
1997 Carla Sacramento ·
1999 Svetlana Masterkova ·
2001 Gabriela Szabó ·
2003 Tatjana Tomasjova ·
2005 Tatjana Tomasjova ·
2007 Maryam Jamal ·
2009 Maryam Jamal ·
2011 Jennifer Simpson ·
2013 Abeba Aregawi ·
2015 Genzebe Dibaba ·
2017 Faith Chepngetich Kipyegon ·
2019 Sifan Hassan ·
2022 Faith Chepngetich Kipyegon ·
2023 Faith Chepngetich Kipyegon
1980 Brigit Friedmann ·
1983 Mary Decker ·
1987 Tatjana Samolenko ·
1991 Tatjana Dorovskich ·
1993 Qu Yunxia